# Gonomyia remigera
Gonomyia remigera är en tvåvingeart som beskrevs av Alexander 1946. Gonomyia remigera ingår i släktet Gonomyia och familjen småharkrankar. Inga underarter finns listade i Catalogue of Life.